# بيتر كريس
بيتر كريس (بالإنجليزية: Peter Criss)‏  (و. 1945  م) هو طبال، وموسيقي، ومغني أمريكي، ولد في بروكلين.

## وصلات خارجية
- بيتر كريس على موقع IMDb (الإنجليزية)
- بيتر كريس على موقع ميوزك برينز (الإنجليزية)
- بيتر كريس على موقع إن إن دي بي (الإنجليزية)
- بيتر كريس على موقع أول ميوزيك (الإنجليزية)
- بيتر كريس على موقع ديسكوغز (الإنجليزية)
- بيتر كريس على موقع قاعدة بيانات الفيلم (الإنجليزية)

- بيتر كريس في قاعدة بيانات الأفلام على الإنترنت